# 주오스트레일리아 타이베이 경제문화판사처
주오스트레일리아 타이베이 경제문화판사처(중국어: 駐澳大利亞臺北經濟文化辦事處, 영어: Taipei Economic and Cultural Office in Australia)는 중화민국 정부가 오스트레일리아에 설치한 재외공관이다. 본부는 캔버라에 있으며 시드니, 멜버른, 브리즈번에 분관을 두고 있다.
중화민국과 오스트레일리아는 공식 외교 관계가 부재하기 때문에 타이베이 대표부 형식으로 개설되었다. 1991년 오스트레일리아와 중화민국 양국간 직항 노선을 개설한 이후 타이베이 경제문화판사처라는 명의로 캔버라, 시드니, 멜버른, 브리즈번에 중화민국의 공관이 설립이되었다. 오스트레일리아도 중화민국 타이베이에 오스트레일리아 사무소라는 명의로 재외공관을 운영하고 있다.

## 같이 보기
- 중화민국 외교부
- 타이베이 대표부